# Ігуменський повіт
Ігуменський повіт — історична адміністративно-територіальна одиниця у складі Мінського намісництва, Мінської губернії та Білоруської РСР, яка існувала у 1793–1924 роках. З 1923 до 1924 року мав назву Червенський повіт. Центр — місто Ігумен.

## Адміністративний поділ
1913 року в повіті було 23 волості: Бродецька, Беличанська, Верхменська, Гребенська, Должанська, Дудицька, Дукорська, Клиновська, Могильнянська, Новоликовська, Омельнянська, Пережирська, Погорельська, Погостська, Пуковська, Пуховицька, Слободо-Пирашевська (центр — с. Пирашево), Смиловицька, Узденська, Цитвянська, Шацька, Юревицька, Якшицька.

## Історія
Ігуменський повіт у складі Мінської губернії Російської імперії був утворений 1793 року після 2-го розділу Речі Посполитої. З 1795 до 1796 року належав до Мінського намісництва. 1921 року Мінська губернія була ліквідована й повіт перейшов у пряме підпорядкування Білоруської РСР. 1923 був перейменований на Червенський повіт.
1924 року повіт було ліквідовано.

## Населення
За даними перепису 1897 року в повіті проживало 234,8 тис. чол. В тому числі білоруси — 82,6 %; євреї — 12,3 %; поляки — 2,9 %; росіяни — 1,8 %. У повітовому місті Ігумені проживало 4573 чол.